# Смит, Кили Шэй
Ки́ли Шэй Смит (англ. Keely Shaye Smith; 25 сентября 1963, Вальехо, Калифорния, США) — американская актриса, журналистка, телеведущая и писательница.

## Биография
Кили Шэй Смит родилась 25 сентября 1963 года в Вальехо (штат Калифорния, США).

## Карьера
Кили Шэй начала свою карьеру в качестве журналистки в 1986 году. В 1994—1997 года Смит работала корреспондентом хитового прайм-тайм шоу телеканала «NBC» — «Unsolved Mysteries», предоставляющей обновленную информацию о нераскрытых историях. Она была экологическим корреспондентом шесть лет за шоу «АВС» — «Home Show», которая принесла ей две «Genesis Awards-1991», специальная премия экологического кинофестиваля и номинацию от Экологической Ассоциации СМИ (ЕМА).
Кили Шэй сыграла Валери Фриман в одном сезоне «Главного госпиталя» (1989) и приятельницу Уи Льюис в видеоклипе «MTV» — «Stuck with You», который провёл три недели на первом место в «Hot 100» с 20 сентября по 10 октября 1986 года.

## Личная жизнь
С 4 августа 2001 года Кили Шэй замужем за актёром Пирсом Броснаном, с которым она встречалась 7 лет до их свадьбы. У супругов есть два сына — Дилан Томас Броснан (род.13.01.1997) и Пэрис Бекетт Броснан (род.27.02.2001).

## Фильмография
| Год  |    | Русское название     | Оригинальное название | Роль          |
| ---- | -- | -------------------- | --------------------- | ------------- |
| 1987 | тф | Край Нормана         | Norman's Corner       | Гэйл          |
| 1988 | ф  | Кто-то будет платить | Qualcuno pagherà      | Энн           |
| 1988 | ф  | Ничто не идёт ровно  | Nothin' Goes Right    | эскорт        |
| 1989 | с  | Главный госпиталь    | General Hospital      | Валери Фриман |